# Epropetes howdenorum
Epropetes howdenorum är en skalbaggsart som beskrevs av Maria Helena M. Galileo och Martins 2000. Epropetes howdenorum ingår i släktet Epropetes och familjen långhorningar. Inga underarter finns listade i Catalogue of Life.